# (37216) 2000 WZ132
2000 WZ132 (asteroide 37216) é um asteroide da cintura principal. Possui uma excentricidade de 0.06194530 e uma inclinação de 10.72351º.
Este asteroide foi descoberto no dia 19 de novembro de 2000 por LINEAR em Socorro.